# Museum Night Fever
Museum Night Fever is een jaarlijks terugkerend evenement in de Belgische stad Brussel waarbij musea bij uitzondering 's avonds en 's nachts te bezoeken zijn. Op deze ene zaterdag in het jaar zetten de deelnemende musea hun deuren 's avonds tussen 19:00 en 2:00 uur open wat bezoekers toelaat de musea op een alternatieve manier te beleven. Bezoekers kunnen deelnemen aan allerlei workshops en genieten van optredens en animaties. Om de avond af te sluiten is er een afterparty. Het voornaamste doel van dit initiatief is interesse opwekken in museumbezoeken bij jongeren. De eerste editie vond plaats op 1 maart 2008. Het evenement wordt georganiseerd door de Brusselse Museumraad in samenwerking met Brusselse jongerenorganisaties en studenten van onder andere de VUB.

## Geschiedenis
Aan de eerste editie van het evenement op 1 maart 2008 namen zeven musea deel: de Archeologische Site van de Coudenberg, het BELvue Museum, het Museum van de Stad Brussel, het Muziekinstrumentenmuseum (MIM), het Museum van de Nationale Bank, het Belgisch Stripcentrum en BOZAR. Op die laatste locatie vond ook een afterparty plaats die duurde tot drie uur 's nachts. Een ticket voor zowel de museumbezoeken, de afterparty als het nachtelijk gebruik van het openbaar vervoer kostte zes euro.
In 2009 vond Museum Night Fever op 7 maart plaats. Dat jaar verdubbelde het aantal deelnemende musea. Een van de nieuwkomers was het Koninklijk Museum van het Leger en de Krijgsgeschiedenis waar de avond in het teken stond van mei 1968 met als slogan 'Make Love, Not War'. Er reed een shuttledienst om bezoekers makkelijk en snel van de ene naar de andere deelnemende locatie te brengen. Een ticket kostte deze keer zeven euro in voorverkoop.
Tijdens de volgende edities breidden zowel de activiteiten als de aantallen bezoekers en deelnemende musea uit. In 2010 vonden 12.000 bezoekers hun weg naar de alternatieve kunstbelevenis in Brussel en in 2012 waren dit er al meer dan 14.000. Vanaf 2010 zijn er buiten de klassieke activiteiten zoals workshops ook modedefilés en kortfilms te zien. Het Museum voor Natuurwetenschappen maakte zijn intrede bij het evenement in 2011 en liet in 2012 bezoekers genieten van tangodansers tussen de skeletten van dino's. Tijdens die vijfde editie namen er vierentwintig musea deel en vond de afterparty voor de eerste keer plaats in Fuse en You Night Club.
Op 2 maart 2013 werd opnieuw een recordaantal bezoekers geteld. Maar liefst 16.000 bezoekers bezochten die avond de Brusselse musea. Voor de eerste keer namen ook het Parlamentarium en CINEMATEK deel. Zeventig procent van het publiek was jonger dan vijfendertig . Het doelpubliek is dan ook jongvolwassenen tussen de achttien en vijfendertig jaar maar toch vinden ook gezinnen en ouderen hun weg naar het evenement.
De zevende editie vond plaats op 22 februari 2014. Opnieuw was het evenement uitverkocht. Een van de hoogtepunten was het geluids- en lichtspektakel met als thema 'revolutie' in de Munt. De afterparty vond dat jaar plaats in de Brussels Event Brewery. Bezoekers konden daarbovenop tot een maand na Museum Night Fever hun pass omruilen voor een toegangsticket voor een van de deelnemende musea. Sindsdien is dit een traditie geworden en krijgen bezoekers dus elk jaar deze mogelijkheid.
In de volgende edities bleef het evenement een bezoekersaantal van bijna 17.000 behalen. Een nieuwkomer in de lijst van musea in 2016 was het toen net geopende Train World. Koning Filip bezocht dit museum het jaar daarop ter ere van de tiende editie van de museumnocturne samen met zijn drie jongste kinderen prins Gabriël, prins Emmanuel en prinses Eléonore. Ook de Koninklijke Bibliotheek van België nam deel aan het evenement en liet de boeken 's nachts 'tot leven' komen.
De elfde editie vond plaats op 3 maart 2018. Voor de eerste keer bleven de musea een uurtje langer open, tot twee uur 's nachts. Het werd een recordeditie met ongeveer 17.000 bezoekers.
In 2019 vond het evenement plaats op 23 februari en bleven de musea opnieuw tot 2:00 uur open. Een ticket kostte dertien euro of eenentwintig euro inclusief toegang tot de afterparty die deze editie doorging in de nachtclub C12. In totaal namen er dertig musea deel. Nieuwkomers dat jaar waren het Magritte Museum, KANAL - Centre Pompidou, ADAM Brussels Design Museum, Planetarium Brussel, de Sint-Gorikshallen, Internationaal Centrum voor de Stad, de Architectuur en het Landschap (CIVA) en MoMuse - Gemeentelijk Museum Sint-Jans-Molenbeek. Het evenement haalde een recordaantal van meer dan 17.000 bezoekers.

## Internationaal
Het evenement wordt niet enkel in België georganiseerd. De allereerste museumnacht vond al plaats in 1997 in Berlijn (Duitsland) onder de naam Lange Nacht der Museen. Net zoals in de Belgische editie zijn er shuttlebussen die bezoekers van het ene naar het andere deelnemende museum brengen. De Europese verzamelnaam voor dit soort evenementen is Long Night of Museums. In enkele landen, waaronder Spanje, vindt de museumnacht (in Barcelona onder de naam 'La nit dels museus') plaats tijdens de nacht van de dag na International Museum Day. Andere landen waar het evenement wordt georganiseerd zijn Nederland, Hongarije, Polen, Zwitserland, Kroatië en nog andere. In Kroatië is de toegang tot de musea gratis.